# 담양향교
담양향교(潭陽鄕校)는 대한민국 전라남도 담양군 담양읍 향교리에 있는 조선시대의 향교이다. 1986년 11월 1일 전라남도의 유형문화재 제103호로 지정되었다.

## 개요
향교는 훌륭한 유학자를 제사하고 지방민의 유학교육과 교화를 위하여 나라에서 지은 교육기관이다.
담양향교가 세워진 연대는 확실히 알 수 없다. 고려 충혜왕(재위1330∼1331, 1339∼1344) 때 지어졌다는 설이 있으나 본격적으로 건물이 지어진 것은 태조 7년(1398)에 대성전이 세워지면서부터라고 전한다. 숙종 원년(1674)에 다시 짓고, 영조 23년(1747)에 고쳤으며, 순조(재위 1800∼1834) 때 수리하여 오늘에 이르고 있다. 현재 남아있는 건물은 대성전·동무·서무·명륜당 등이 있다.
향교는 경사진 곳에 위치하며 앞쪽에는 학생들이 공부하던 명륜당을 중심으로 배움의 공간을 두고 있다. 뒤쪽에는 공자를 비롯하여 여러 성현들의 위패를 모시고 제사를 지내는 대성전을 두고 있어, 향교의 일반적 배치형태인 전학후묘의 형식을 따르고 있다.
조선시대에는 국가로부터 노비·책·토지 등을 지급 받아서 학생들을 가르쳤으나, 갑오개혁(1894) 이후에는 교육 기능은 없어지고, 봄·가을 2차례에 걸쳐 제사만 지내고 있다.

## 참고 자료
- 위키미디어 공용에 담양향교 관련 미디어 분류가 있습니다.
- 담양향교 - 국가유산청 국가유산포털